# Салихли
Салихли (тур. Salihli) је град у Турској у вилајету Маниса. Према процени из 2009. у граду је живело 96.304 становника.

## Становништво
Према процени, у граду је 2009. живело 96.304 становника.
| 1990.  | 2000.  |
| ------ | ------ |
| 70.861 | 83.137 |